# Rudolph Tegner
Rudolph Christopher Puggaard Tegner (født 12. juli 1873 i København, død 5. juni 1950 i Esbønderup) var en dansk billedhugger, som i første halvdel af 1900-tallet var stærkt omdiskuteret.[kilde mangler]

## Liv
Rudolph Tegner var søn af premierløjtnant, kammerjunker, grosserer og bankdirektør Jørgen Henry August Tegner og Signe Elisabeth Puggaard. Han blev gift i oktober 1911 i København med maleren Elna Jørgensen (f. 17. februar 1889 – 1976)
Rudolph Tegners kunst er meget markant og iøjnefaldende, ofte i kraft af sine voldsomme monumentale virkemidler, og blandt hans samtidige følte mange sig provokeret af skulpturernes størrelse og voldsomhed, måske på grund af den voldsomme kontrast til blandt andet Thorvaldsens klassicisme.
Tegner blev uddannet på Kunstakademiet, hvorfra han fik afgang efter toethalvt år, hvilket blandt andet skyldtes hans tekniske kunnen. Derefter rejste han til Paris i fire år, hvor han havde et lille atelier og var der sammen med blandt andet Niels Hansen Jacobsen, Jens Lund og J.F. Willumsen.
Fra 1898 havde Rudolph Tegner atelier på Lemchesvej 6 i Hellerup. Det var hans mor, der finansierede opførelsen. Der boede han med sin søster Signe fra 1904 til 1911, indtil han blev gift med Elna.
Fra 1926 til sin død boede Tegner og hans hustru i Frankrig. De havde hus i Meudon uden for Paris, hvor Tegner også havde atelier.
I 1916 erhvervede Rudolph Tegner det særprægede område i Rusland mellem Hornbæk og Gilleleje, hvor han efterfølgende opførte sit museum og mausoleum, Rudolph Tegners Museum og Statuepark.
Blandt de mest kendte skulpturer i det offentlige rum er Danserindebrønden og Herakles og Hydraen i Helsingør samt monumentet Mod Lyset (for Niels Ryberg Finsen), der står på hjørnet af Blegdamsvej og Tagensvej ved Rigshospitalet.

## Selvbiografi
- Mod Lyset, København 1991, 2005 - Originalmanuskript: 1942[3]

## Film
- Rudolph Tegner – en film af Lars Brydesen og Søren Schandorf, april 2003.